# Daniel Chonghan Hong
Daniel Chonghan Hong (* 3. März 1956 in Seoul; † 6. Juli 2002) war ein südkoreanischer theoretischer Physiker.

## Leben
Hong studierte an der Seoul National University Physik. 1979 erwarb er den Bachelorgrad, 1981 den Master. Anschließend begann er eine Promotion an der Boston University im US-Bundesstaat Maine, die er 1985 mit dem Ph.D. abschloss.
Danach nahm er eine Postdoc-Forschungsstelle an der University of California, Santa Barbara (UCSB) an, später eine an der Emory University. Im Jahr 1988 wurde er Assistant Professor an der Physikfakultät der Lehigh University in Bethlehem, Pennsylvania. 1994 stieg er zum Associate Professor auf, 2000 schließlich zur Vollprofessur.
Sein Hauptforschungsgebiet war die Dynamik granularer Medien, er forschte u. a. über granularen Fluss, Diffusionsmodelle, Viskositätsverhalten und Perkolation.
Unter Laien wurde Prof. Hong durch eine Untersuchung über die Physik des Popcornmachens zeitweilig populär. Er war auch als populärwissenschaftlicher Autor aktiv, schrieb über ein breites Themenspektrum angefangen von Physik und anderen Naturwissenschaften über philosophische Themen bis hin zur Religion.
Hong war zwischen 1995 und 2000 Herausgeber des AKPA Newsletter und gehörte zur Herausgebergemeinschaft des KASTN, der Korean American Science and Technology News.
Daniel Chonghan Hong starb im Alter von nur 46 Jahren an einem Herzanfall und hinterließ Frau, Sohn und zwei Töchter.